# ادمونتون کوئین
ادمونتون کوئین (به انگلیسی: Edmonton Queen) یک کشتی است که طول آن ۵۱٫۷۹ متر (۱۶۹ فوت ۱۱ اینچ) می‌باشد. این کشتی در سال ۱۹۹۵ ساخته شد.